# Harry Beddow
Harry Beddow (* 12. März 1901 in Rogerstone; † 13. Mai 1972 in Auckland) war ein walisischer Fußballspieler.

## Karriere
Der Amateurfußballer Beddow kam aus Bassaleg, einem Vorort von Newport, zur Saison 1922/23 zum AFC Newport County. Neben 15 Spielen in der Reservemannschaft bestritt Beddow am 21. Oktober 1922 auch eine Partie für die erste Mannschaft in der Third Division South, das Spiel gegen Merthyr Town endete mit einem 1:1-Unentschieden. Newport war in den vorangegangenen sechs Partien ohne eigenen Torerfolg geblieben, die letzten drei Spiele davon endeten in torlosen Unentschieden. Für den Torerfolg sorgte dann auch in dieser Partie kein Spieler von Newport, sondern ein gegnerischer Spieler. Die Athletic News beschrieb die Newport-Angriffsreihe bestehend aus Charlie Brittan, Billy Edwards, Bill Ogley, Tommy Lowes und Beddow als „schwach“, die auch die darauffolgenden drei Spiele wiederum ohne Torerfolg blieb.
Beddow wanderte später nach Neuseeland aus und verstarb dort in Auckland im Jahr 1972.